# Propulsione solare elettrica

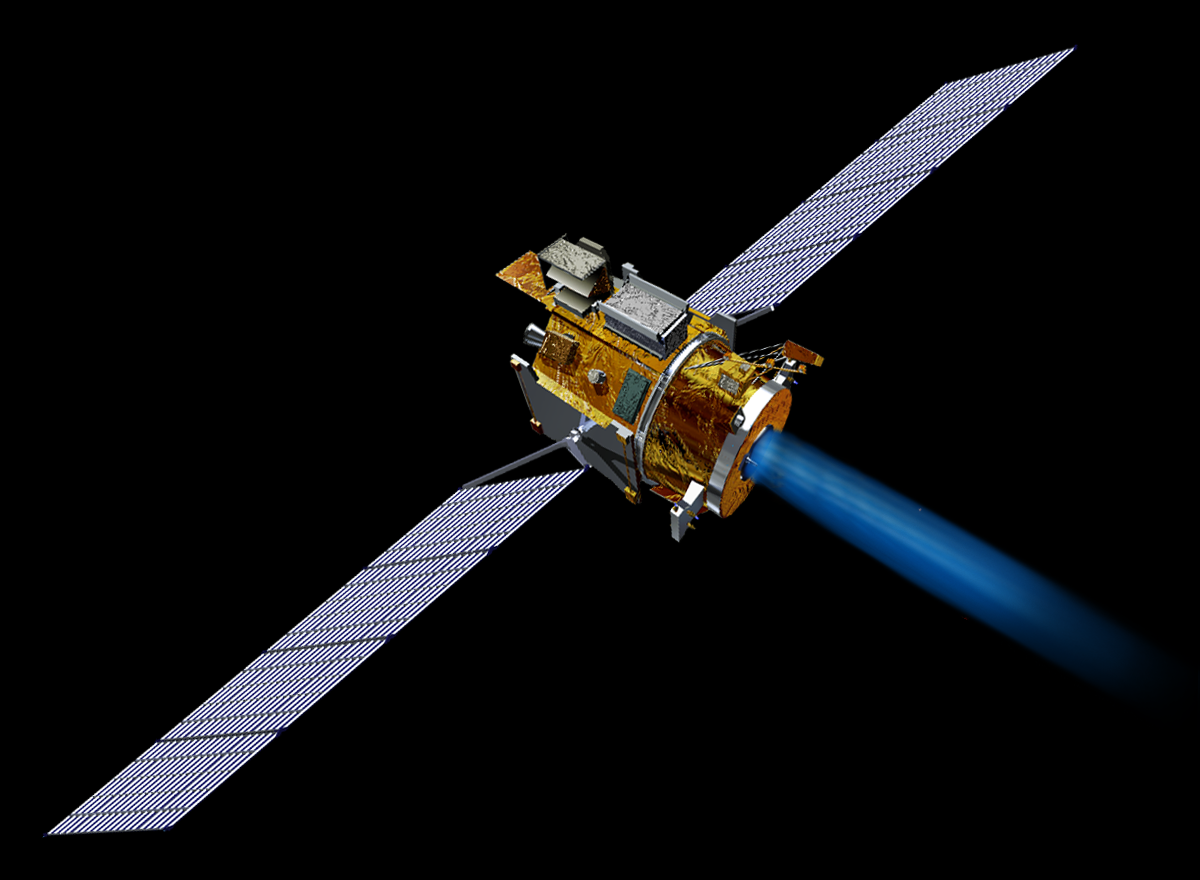
Rappresentazione artistica di Deep Space 1, con pannelli solari e motore a ioni (con scarico blu), sono le caratteristiche principali di questo progetto. L'energia solare può anche essere temporaneamente immagazzinata in una batteria chimica all'interno della navicella spaziale.

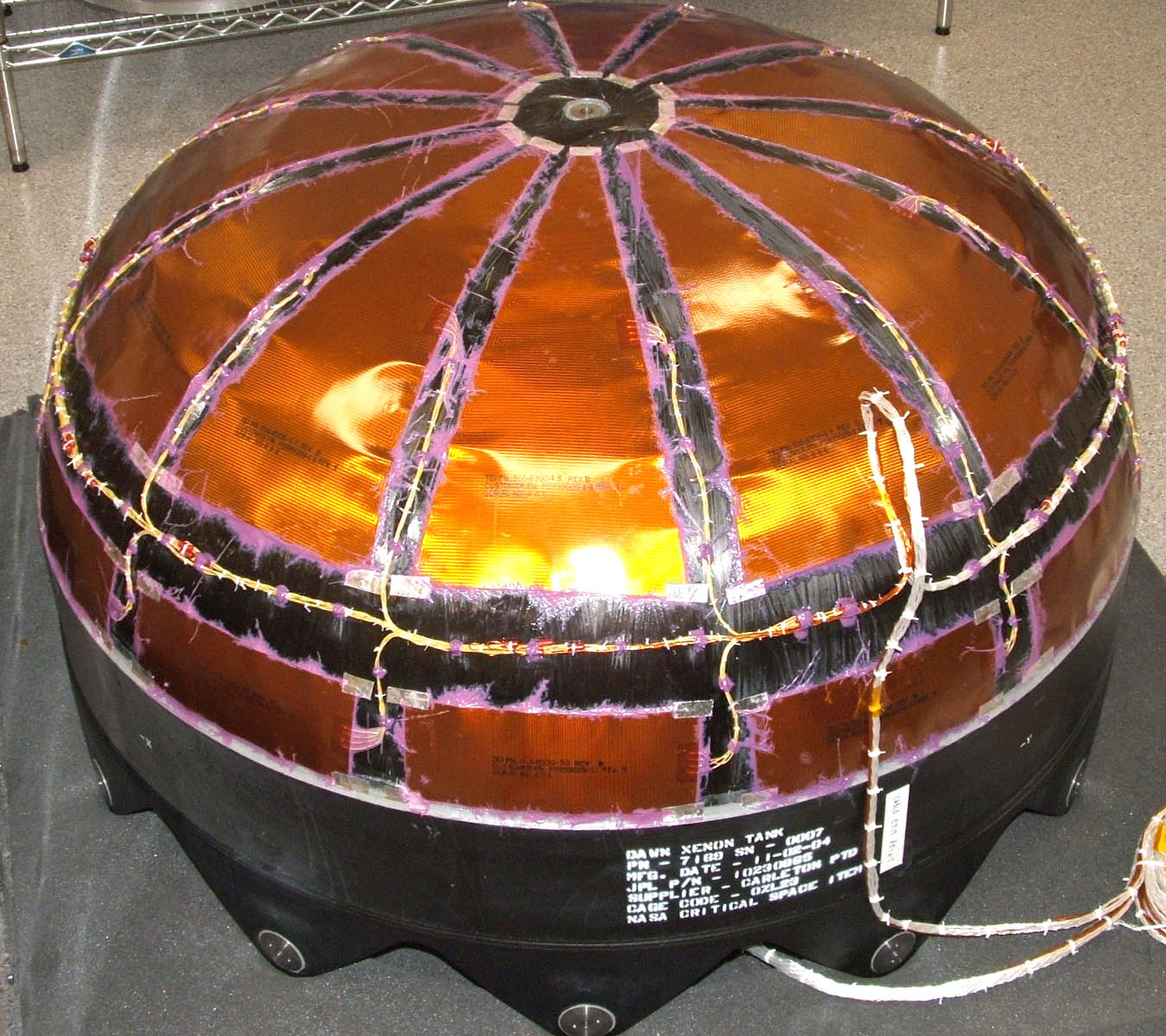
Il serbatoio Xenon della navicella spaziale Dawn prima dell'integrazione con la navicella. Lo Xenon costituiva il propellente per la propulsione ionica a energia solare della navicella spaziale che sarebbe andata in orbita attorno a due asteroidi diversi all'inizio del XXI secolo.

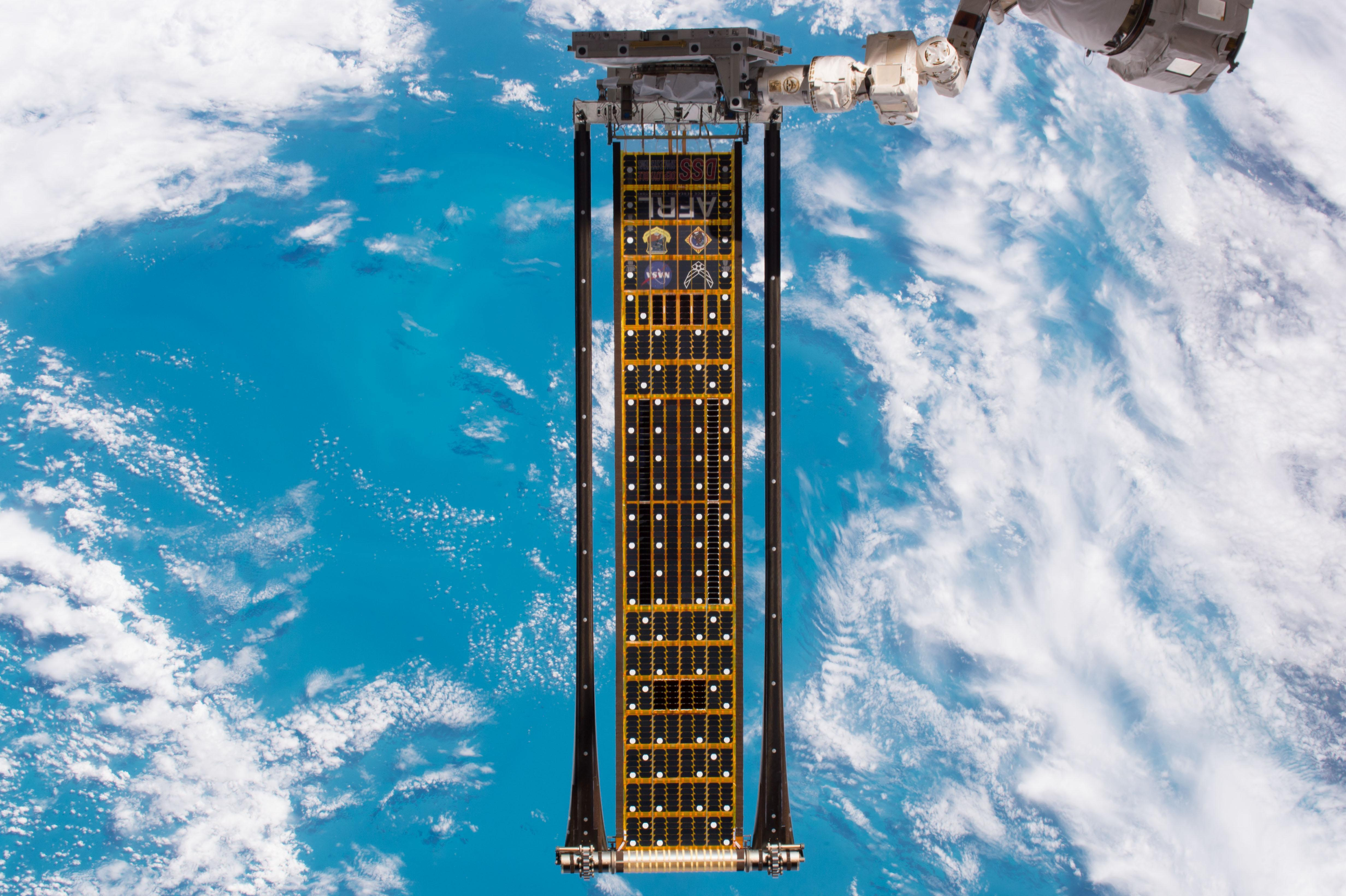
Pannello solare testato in orbita terrestre presso la Stazione spaziale internazionale, nel 2017.

La propulsione solare elettrica (SEP) si basa sulla combinazione di celle solari e propulsori elettrici per la spinta di un velivolo spaziale attraverso lo spazio. Questa tecnologia è stata sfruttata in una serie di velivoli spaziali dall'ESA, dalla JAXA, dalla ISRO e dalla NASA. La SEP ha un impulso specifico significativamente più elevato rispetto ai normali razzi chimici, pertanto occorre una massa di propellente inferiore facilitando il lancio su un veicolo spaziale ed è stata valutata per le missioni su Marte.

## Panoramica
La propulsione solare elettrica combina pannelli solari su veicoli spaziali e uno o più propulsori elettrici, utilizzati in tandem. Esistono molti tipi diversi di propulsori elettrici, tra cui il cosiddetto propulsore ionico, un termine spesso usato in modo errato per descrivere tutti i tipi di propulsori elettrici.
È anche possibile generare elettricità dal Sole senza l'utilizzo di pannelli fotovoltaici, come ad esempio con i concentratori solari e un motore Stirling.
Un impianto SEP da 50 kilowatt è stato studiato attorno al 2010 per una missione su un asteroide.  Nel febbraio 2012 la NASA si è aggiudicata un contratto per un sistema di volo a propulsione solare elettrica.
Un esempio di impiego di questo tipo di tecnologia è l'Advanced Electric Propulsion System (Sistema di Propulsione Elettrica Avanzata).
Il motore a ioni NASA Solar Technology Application Readiness (NSTAR) è stato utilizzato con pannelli solari fotovoltaici, è stato testato nella missione Deep Space 1 insieme al Solar Concentrator Arrays (lanciato nel 1998 nell'ambito del New Millennium Program).
Il SEP è stato studiato nella prospettiva di utilizzo nelle venture missioni su Marte. In particolare l'elevato impulso specifico dei motori a ioni potrebbe abbassare la massa complessiva ed evitare di dover utilizzare la tecnologia nucleare per l'energia se accoppiata a pannelli solari. Uno studio del 1998 su un sistema SEP per una missione umana suggerisce che una navicella spaziale di dimensioni adatte al trasporto di umani avrebbe bisogno di 600-800 kilowatt di potenza elettrica accoppiata con motori a ioni con un impulso specifico di 2000-2500 secondi.

## Esempi di missioni
- Missione BepiColombo su Mercurio (lanciata)[8]
- Missione Dawn asteroids (lanciata)
- Deep Space 1 missione su asteroide e cometa  (lanciata)
- Missione sull'asteroide Hayabusa (lanciata)
- Missione EMISAT PSLV-C45 (lanciata)
- Asteroid Redirect Mission (cancellata)
- Lunar Gateway (proposta)
- Missione su asteroide Psiche (pianificata)

## Tecnologie di propulsione elettrica
- Razzo Resistojet
- Propulsore ionico
  - Propulsione elettrica ad alta potenza
- Propulsore al plasma pulsato
- Propulsore ad effetto hall
- Propulsore magnetoplasmatico
- Propulsione elettrica ad emissione di campo
- Magnetoplasma Rocket a impulso specifico variabile (VASMIR)